# Mallosia galinae
Mallosia galinae là một loài bọ cánh cứng trong họ Cerambycidae.